# أكوافيفا ديلي فونتي
أكوافيفا ديلي فونتي (بالإيطالية: Acquaviva delle Fonti)‏ هي بلدة وبلدية في مقاطعة باري في إقليم بوليا في جنوب إيطاليا.

## السكان
في سنة 1861 بلغ عدد السكان 6٬776 نسمة، وتطور العدد ليصل في سنة 2011 لـ 21٬038 نسمة.
يظهر هذا المخطط البياني تطور النمو السكاني لـ أكوافيفا ديلي فونتي

## أعلام
- جوسيبي سكاليرا
- ميركو إرامو